# Andriivka (Bilhorod-Dnistrovskyi)
Andriivka (ucraniano: Андріївка) es una localidad del Raión de Bilhorod-Dnistrovskyi en el Óblast de Odesa de Ucrania. Según el censo de 2001, tiene una población de 1203 habitantes.